# Суходол (Гафурійський район)
Суходо́л (рос. Суходол, башк. Суходол) — присілок у складі Гафурійського району Башкортостану, Росія. Входить до складу Ташлинської сільської ради.
Населення — 2 особи (2010; 3 в 2002).
Національний склад:
- росіяни — 100%